# Dwarsdiep (Pekela)
Dwarsdiep is een buurtschap in de gemeente Pekela in het oosten van de provincie Groningen. Dwarsdiep ligt ten zuidoosten van Boven Pekela, direct ten noorden van het A.G. Wildervanckkanaal. Tussen Dwarsdiep en Boven Pekela ligt Wildeplaats.
Dorpen: Boven Pekela · Nieuwe Pekela · Oude Pekela

Gehuchten: Alteveer (deels) · Bronsveen 

Buurtschappen: Doorsnee · Dwarsdiep · Hanekamp · Hoetmansmeer · Kruiselwerk · Mallemolen · Noodvlucht · Noorderkolonie · Stroobos · Wildeplaats · Zuiderkolonie

Groningen: Steden en dorpen      Nederland: Provincies · Gemeenten